# Vùng Nam, Brasil
Vùng Nam của Brasil (tiếng Bồ Đào Nha: Região Sul do Brasil) là một trong năm miền của quốc gia này. Vùng Nam gồm các bang Paraná, Santa Catarina và Rio Grande do Sul. Vùng Nam là vùng nhỏ nhất Brasil, với diện tích 576.409,6 km², chỉ chiếm 6,76% diện tích toàn quốc. Vùng Nam Brasil có biên giới với Uruguay, Argentina và Paraguay, cũng như giáp với Vùng Trung-Tây, Vùng Đông Nam và Đại Tây Dương. Vùng Nam được cho là khu vực an toàn nhất tại Brasil khi đến thăm, với tỷ lệ tội phạm thấp hơn các vùng khác.
Khu vực tiếp nhận lượng lớn người nhập cư từ châu Âu trong thế kỷ 19, nhóm này có ảnh hưởng lớn đến tình hình nhân khẩu và văn hoá của khu vực. Nguồn gốc dân tộc chủ yếu tại Vùng Nam Brasil là Bồ Đào Nha, Ý, Đức, Áo, Luxembourg, Ba Lan, Ukraina, Tây Ban Nha, Hà Lan và Nga. Ngoài ra, còn có một số lượng nhỏ người gốc Pháp, Na Uy, Liban, Nhật Bản, người gốc Phi và các nhóm khác
Toàn bộ dân chúng nói tiếng Bồ Đào Nha. Tại vùng quê phía nam, các phương ngữ tiếng Đức và tiếng Ý cũng được nói, chiếm ưu thế là Hunsrückisch và Venezia. Tại Rio Grande do Sul và Curitiba có một số người nói tiếng Yiddish. Tại phần phía bắc của bang Paraná có một số người nói tiếng Nhật. Tại khu vực quanh Ponta Grossa cũng có một số người nói tiếng Hà Lan. Người nói tiếng Ba Lan và Ukraina cũng hiện diện tại Paraná.
Vùng Nam Brasil có khí hậu cận nhiệt đới hay ôn đới. Nhiệt độ trung bình năm dao động từ 12 °C đến 22 °C. Có hiện tượng tuyết rơi trên các dãy núi của khu vực.
Khu vực có mức độ đô thị hoá cao, có nhiều thành phố nổi tiếng vì được quy hoạch tốt, như Curitiba và Maringá tại bang Paraná. Vùng Nam có tiêu chuẩn sinh hoạt tương đối cao, có HDI cao nhất toàn quốc, và thu nhập bình quân đứng thứ nhì sau vùng Đông Nam.
| Thành phố     | Bang              | Dân số (2010) |
| ------------- | ----------------- | ------------- |
| Curitiba      | Paraná            | 1.751.907     |
| Porto Alegre  | Rio Grande do Sul | 1.409.351     |
| Joinville     | Santa Catarina    | 569.000       |
| Londrina      | Paraná            | 506.701       |
| Caxias do Sul | Rio Grande do Sul | 435.564       |
| Florianópolis | Santa Catarina    | 421.240       |
| Maringá       | Paraná            | 357.077       |
| Pelotas       | Rio Grande do Sul | 328.275       |
| Canoas        | Rio Grande do Sul | 323.827       |
| Ponta Grossa  | Paraná            | 311.611       |
| Blumenau      | Santa Catarina    | 309.214       |

| Màu da/chủng tộc (2014) | Màu da/chủng tộc (2014) |
| ----------------------- | ----------------------- |
| Da trắng (Branca)       | 75,92%                  |
| Da nâu (Parda)          | 18,96%                  |
| Da đen (Preta)          | 4,28%                   |
| Da vàng (Amarela)       | 0,57%                   |
| Thổ dân (Indígena)      | 0,26%                   |
| Không khai báo          | 0%                      |